# The Normal Heart (téléfilm)
Pour l’article homonyme, voir The Normal Heart.
Pour plus de détails, voir Fiche technique et Distribution.
 (mai 2024).
The Normal Heart est un drame, une romance et un film historique américain réalisé par Ryan Murphy. Le film s’inspire de la pièce éponyme de Larry Kramer, jouée sur scène pour la première fois en 1985. Historiquement, 1985 est l’année où le terme SIDA est prononcé pour la première fois par le gouvernement américain, soit quatre ans après le premier diagnostic, en juin 1981.
Produit et diffusé par HBO, il sort aux États-Unis le 25 mai 2014. Il a été présenté en salle au Inside Out Film and Video Festival à Toronto, au Canada, le 23 mai.
Il est sorti en DVD et Blu-ray le 26 août 2014.
Si Barbra Streisand fit l’acquisition des droits pour adapter la pièce, aucun accord qui pourrait aboutir à la réalisation du film ne sera cependant trouvé avec Larry Kramer. Souhaitant ouvrir le long métrage à une réflexion plus universelle, la chanteuse désirait supprimer les scènes de sexe trop explicites, ce qui ne plut pas à Kramer. C’est finalement en 2014, après avoir récupéré les droits, que le projet put voir le jour.
Le film, qui tire son titre d'une ligne du poème de W. H. Auden baptisé « 1er septembre 1939 » retrace l’histoire de Ned Weeks, un écrivain et activiste homosexuel des années 1980 qui livre un combat sans merci contre une maladie encore inconnue, le SIDA, et contre des politiciens qui ne reconnaissent pas la maladie. Allié à certains membres de la communauté médicale, Weeks se bat pour exposer la vérité sur l'épidémie naissante.
Le film a été nommé dans 25 festivals, et a remporté un Golden Globe, celui de Meilleure performance d'un acteur dans un second rôle d'une série, une mini-série ou d'un film réalisé pour la télévision pour l’acteur Matt Bomer, et 2 nominations dans Meilleure performance d'un acteur dans une mini-série ou un film réalisé pour la télévision pour l’acteur Mark Ruffalo et Meilleure mini-série ou meilleur film réalisé pour la télévision.
Il remporte également 2 Emmy Awards, celui de Meilleur film de télévision et celui de Maquillage exceptionnel pour une mini-série ou un film (non prothétique). De plus, il sera nommé dans plus de 15 catégories lors de la cérémonie. Le film a, à ce jour, été sélectionné dans 55 catégories, et remporté 28 récompenses.
La critique à l’égard du long-métrage semble plutôt positive. « The Normal Heart est un appel hurlant à l'action, destiné à pousser les gens à sortir de leur ignorance, de leur complaisance et de leurs sièges pour demander justice et financement, pour tous. », rédige Mary McNamara, critique chez Los Angeles Times. Il est décrit comme « Emouvant, militant, il saisit le spectateur dans sa vague, et le laisse troublé.. mais plus intelligent » par le festival de films LGBTQI+ de Toulouse. « Les producteurs responsables de "The Normal Heart" ont réalisé un exploit extraordinaire en matière de narration […] Le film est à la fois un récit émouvant qui donne un visage humain aux premières luttes cruciales contre le VIH/sida, et un appel pressant à préserver l'héritage militant de ses créateurs et de son inspiration. », a déclaré le directeur exécutif national de la Producers Guild of America, Vance Van Petten.
Le film est cependant classé TV-MA ; il est déconseillé aux enfants de moins de 17 ans, en raison des scènes de sexe, et de la nudité.

## Synopsis
The Normal Heart débute durant l’été 1981. Ned Weeks, interprété par Mark Ruffalo, est un écrivain ouvertement gay de New York qui se rend à Fire Island pour célébrer l'anniversaire de son ami Craig Donner, joué par Jonathan Groff. Parmi les autres amis présents figurent Mickey Marcus, incarné par Joe Mantello et le charismatique Bruce Niles, interprété Taylor Kitsch, qui a récemment commencé à sortir avec Craig.
Ce dernier est jeune et semble être en bonne santé. Cependant, en marchant sur la plage, il se sent étourdi et s'effondre. Plus tard, en soufflant les bougies de son gâteau d'anniversaire, Craig se met à tousser à plusieurs reprises.

Lors de son retour à New York, Ned lit un article dans le New York Times intitulé « Rare cancer diagnostiqué chez 41 homosexuels ». Il rend ensuite visite au Dr Emma Brookner, jouée par Julia Roberts, à la suite d'un article publié dans la presse. Cette dernière a vu de nombreux patients atteints par des symptômes de maladies rares, normalement jugés inoffensifs si leur système immunitaire n'était pas compromis. Dans la salle d'attente, Ned rencontre Sanford, incarné par Stephen Spinella, un patient dont le visage et les mains sont marqués de lésions cutanées causées par le sarcome de Kaposi, un cancer rare.

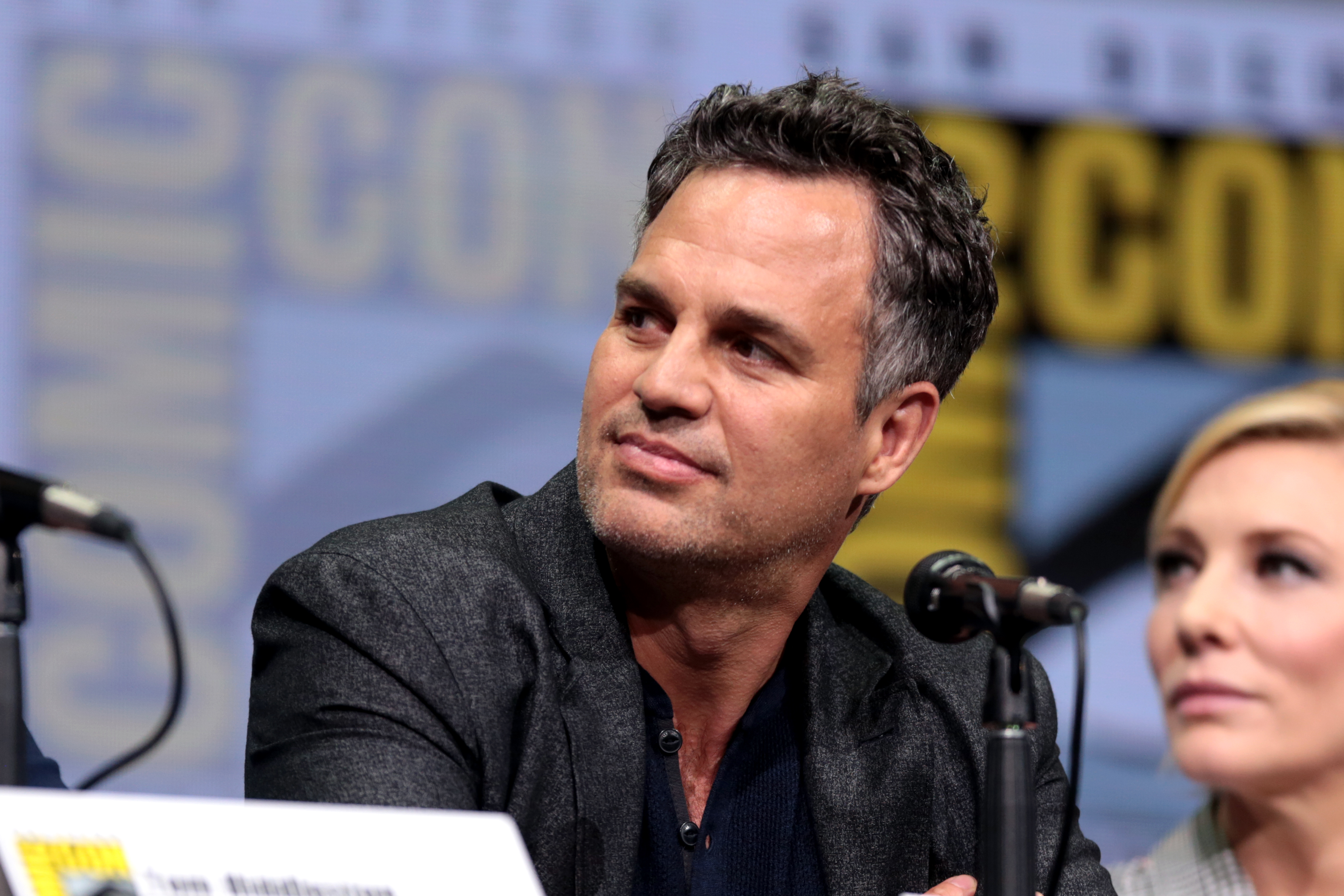
Mark Ruffalo interprète de Ned Weeks.

Brookner examine Ned, mais constate qu'il ne présente pas les symptômes de cette maladie. Elle demande alors à Ned de l'aider à sensibiliser la communauté gay à cette maladie.
De son côté, Craig est pris de violentes convulsions ; transporté d'urgence à l'hôpital il est ensuite déclaré mort.
Afin de sensibiliser ses proches, Ned organise un rassemblement chez lui où de nombreux homosexuels locaux sont invités à entendre Brookner partager des informations sur la maladie ; elle affirme sa conviction que la maladie est sexuellement transmissible et qu'ils devraient tous éviter d'avoir des relations sexuelles pour le moment afin d'éviter de nouvelles transmissions. Son affirmation provoque les rires, et Emma quitte l’appartement, vexée.
Ned annonce en parallèle qu'il souhaite créer une organisation pour diffuser des informations sur la maladie et fournir des services aux personnes infectées.

Brookner et Ned se rendent dans un hôpital local où plusieurs de ses patients malades sont dans un état critique avec une maladie que l'on appelle maintenant le déficit immunitaire lié à l'homosexualité (GRID).Ils séjournent dans des chambres dans lesquelles de nombreux membres du personnel hospitalier ont peur d’entrer, par crainte de contracter la maladie. Ned, Bruce, Mickey et plusieurs autres amis dont Tommy Boatwright, joué par Jim Parsons créent une organisation communautaire appelée Gay Men's Health Crisis (GMHC). L'organisation parraine des collectes de fonds pour la recherche sur la maladie désormais appelée SIDA et met en place une ligne téléphonique d'urgence, des conseils et d'autres services. Malgré les objections de Ned, ils élisent Bruce à leur présidence.

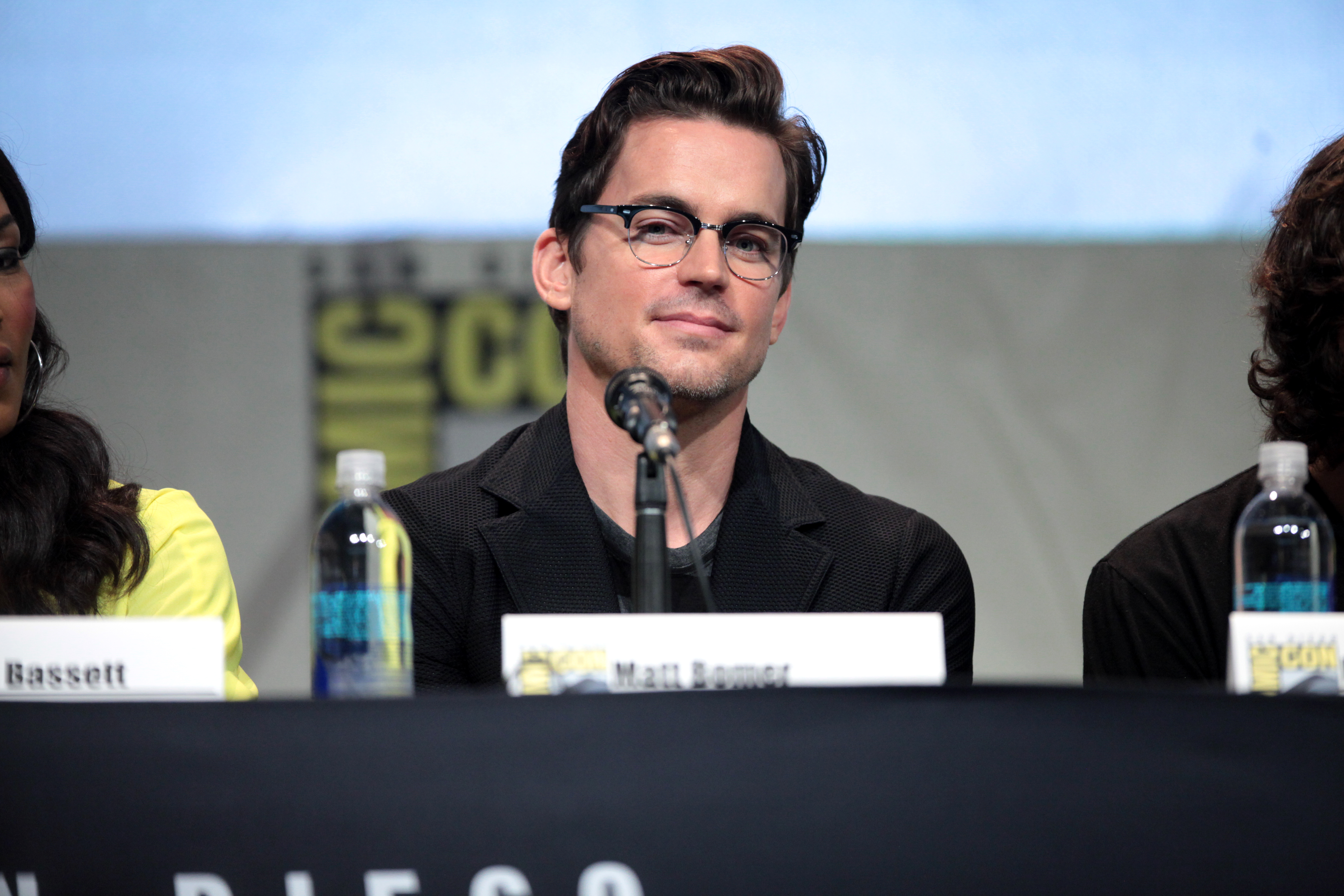
Matt Bomer incarnant Felix Turner.

Ned continue d'écrire des articles sur l'épidémie du SIDA et lors d'une interview télévisée, il accuse le gouvernement de conspirer pour tuer les homosexuels, et accuse également le maire de New York d'être gay ; il est retiré des ondes. Sa décision provoque des tensions au sein de la GMHC.
Ned s'arrange pour que son frère aîné, l'avocat Ben Weeks, interprété par Alfred Molina, fournisse des conseils juridiques gratuits à la GMHC. Si les deux frères sont proches, il subsiste une tension sous-jacente sur le manque de compréhension de Ben à l'égard de la sexualité de Ned.
Ned contacte ensuite le journaliste du New York Times Felix Turner, joué par Matt Bomer, espérant qu'il pourra utiliser ses relations avec les médias pour publier d'autres articles sur la crise sanitaire qui se déroule actuellement. Les deux hommes entament une relation amoureuse.
Ned et Felix voyagent pour le week-end et, après une discussion sur la possibilité de rester si l'autre tombait malade, Felix montre à Ned une lésion sur la plante de son pied.

De son côté, la GMHC organise une rencontre avec le maire, mais ce dernier ne se présente pas et son remplaçant, Hiram Keebler, incarné par Denis O'Hare, a 90 minutes de retard. 

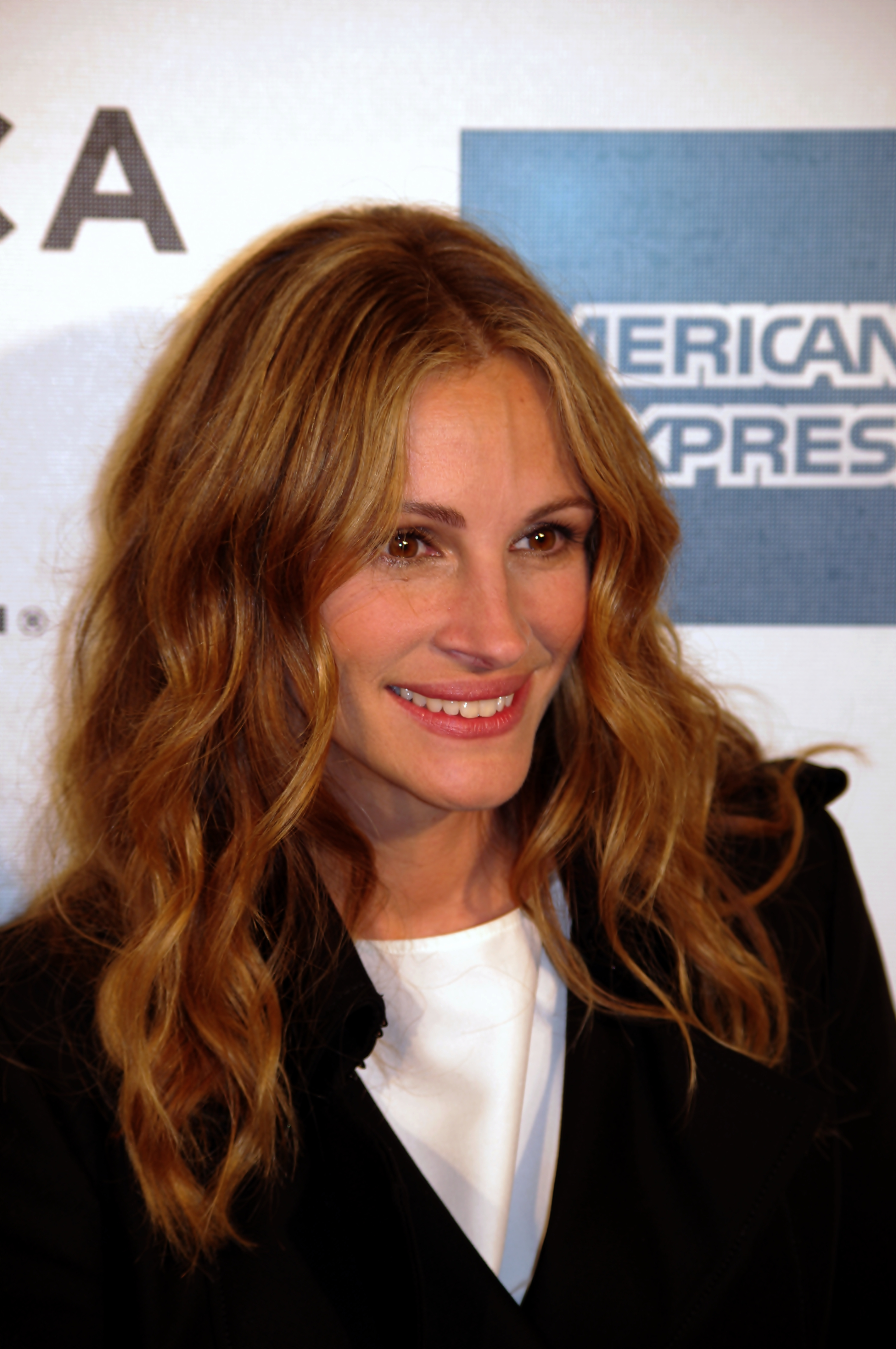
Julia Roberts, jouant le Dr Emma Brookner.

En 1983 et Tommy reçoit un appel l'informant que son ami Nick est mort. À l'enterrement, il parle de son Rolodex et de la façon dont il conserve les cartes des amis décédés. Felix continue quant à lui, à être de plus en plus malade. Son corps est couvert de lésions et il a l'air émacié.
Bruce annonce à Ned que son petit ami Albert, joué par Finn Wittrock est mort. Il dit à Ned qu'Albert voulait voir sa mère à Phoenix avant de mourir. Mais le pilote a refusé de prendre les commandes de l’avion. Après un changement de pilote, Albert est devenu confus et désorienté pendant le vol et est mort à l'hôpital peu après l'atterrissage à Phoenix. Les médecins ont  ensuite refusé d'examiner le corps d'Albert et les pompes funèbres ne voulaient pas prendre le corps sans certificat de décès. Finalement, un aide-soignant a mis le corps d'Albert dans un sac poubelle et l'a mis dans l'allée pour un paiement de 50 $. Bruce et la mère désemparée d'Albert ont mis Albert à l'arrière de sa voiture et ils ont trouvé quelqu'un pour l'incinérer pour 3 000 $.
En parallèle, Brookner tente d'obtenir des subventions pour poursuivre ses recherches sur le SIDA, mais ses efforts sont rejetés par les responsables gouvernementaux qui ne considèrent pas le SIDA comme une priorité. Ned reçoit une invitation à la Maison Blanche où il rencontre John Bruno, jour par Corey Stoll, conseiller du président. Bruno s'intéresse uniquement à la question de savoir si les hétérosexuels peuvent contracter le SIDA. Lorsque Ned dit qu'il n'a pas cette information, Bruno met fin à la réunion.
De retour au siège de la GMHC, Bruce lit à Ned une lettre du conseil d'administration, qui en ayant assez de son approche agressive l’exclut du conseil. Felix rédige son testament avec l'aide de Ben. Avant de mourir, Ned et lui se marient à l’hôpital. Le téléphone sonne dans le bureau de Tommy et il ajoute la carte Rolodex de Felix à la liasse qui se trouve dans son tiroir.
Quelques jours plus tard, Ned se rend à l'université de Yale, où une semaine gay est organisée par les étudiants. Il admire la façon dont les jeunes hommes et femmes peuvent danser ensemble ouvertement, sans crainte de discrimination.
Les cartons faisant office de conclusion au film ne dressent cependant qu’un triste constat, celle que le gouvernement américain mettra quatre ans à reconnaître l’existence de l’épidémie. Il promettra de faire de la recherche sur le SIDA une « priorité absolue ». Cependant, le budget fédéral proposé par Reagan pour 1986 prévoyait en fait une réduction de 11% des dépenses liées au SIDA. À la fin de l'année 1986, 24 559 décès ont été signalés.

## Distribution
- Mark Ruffalo (VF : Rémi Bichet) : l'écrivain Ned Weeks [11]
- Matt Bomer (VF : Jérémy Bardeau) : Felix Turner [12]
- Julia Roberts (VF : Céline Monsarrat) : Dr Emma Brookner [13]
- Jim Parsons (VF : Fabrice Fara) : Tommy Boatwright [14]
- Taylor Kitsch (VF : Damien Boisseau) : Bruce Niles [14]
- Jonathan Groff (VF : Yoann Sover) : Craig Donner [15]
- Finn Wittrock : Albert [12]
- Joe Mantello : Mickey Marcus [15]
- Alfred Molina (VF : Xavier Fagnon) : Ben Weeks [13]
- Denis O'Hare : Hiram Keebler [12]
- Corey Stoll : John Bruno [12]
- Daniel Ferland : Estelle [12]
- Armand Schultz : Dick Lombardo [12]
- Sean Meehan (VF : Stéphane Marais) : Morton [12]
- Frank de Julio : Nick [12]
- Joel Grey [16]

## Fiche technique
- Titre original et français : The Normal Heart [12]
- Titre québécois : Un cœur normal [17]
- Réalisation : Ryan Murphy
- Genre : Drame
- Scénario : Larry Kramer, d'après sa pièce The Normal Heart
- Production : Ryan Murphy, Brad Pitt, Alexis Martin Woodall et Scott Ferguson ; Dante Di Loreto, Jason Blum[11] et Dede Gardner[11] (exécutifs)
- Sociétés de production : Plan B Entertainment et Blumhouse Productions
- Direction artistique : Stephanie Barkley, Anu Schwartz, et Shane Valentino
- Décors : Andrew Baseman
- Direction artistique : Shane Valentino, Stephanie Barkley, Anu Schwartz, Andrew Baseman, Amanda Carroll
- Costumes : Daniel Orlandi
- Assistant costumes : Maria Tortu, Hartsell Taylor
- Photographie : Daniel Moder
- Montage : Adam Penn
- Musique : P.J Bloom, Cliff Martinez
- Montage sonore : Drew Kunin, Joe Earle, Doug Andham, Beauxregard Neylen, Scott Curtis
- Directrices de casting : Amanda Mackey, Cathy Sandrich Gelfond
- Coiffeurs : Chris Clark, Joseph Whitmeyer, Valerie Gladstone-Appel, Fríða Aradóttir Lyndell Quiyou
- Maquilleurs : Eryn Krueger Mekash, Sherri Berman Laurence, Mary Anne Spano, James Sarzotti, Nicky Pattison Illum
- Prothésiste : Christien Tinsley
- Société de distribution : HBO
- Pays d'origine :  États-Unis
- Langue originale : anglais
- Format : 35mm - couleur et noir et blanc - son Dolby numérique
- Genre : comédie dramatique
- Durée : 132 minutes
- Dates de sortie : 
  - États-Unis : 25 mai 2014 sur HBO [17]
  - France : 3 juin 2014 sur OCS City [17],[18]

## Production

### Développement
En août 2011, lors d'une interview par le site Deadline, Ryan Murphy a annoncé la préparation d'un téléfilm adapté de la pièce, The Normal Heart de Larry Kramer, avec Mark Ruffalo comme acteur principal.

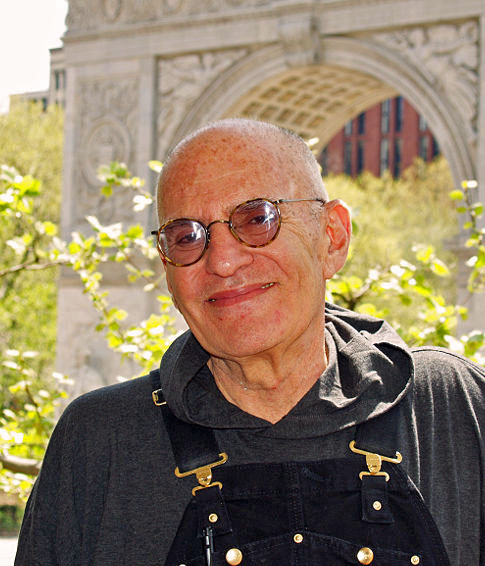
Larry Kramer, activiste homosexuel et écrivain de la pièce éponyme.

### Attributions des rôles
En janvier 2012, les acteurs Mark Ruffalo, Alec Baldwin et Matt Bomer sont annoncés puis confirmés au prestigieux casting.
Julia Roberts se rajoute à la liste de talents après avoir décliné trois fois l’offre de Ryan Murphy pour incarner le Dr Emma Brookner, en raison d’une absence de connexion avec le personnage. C’est après avoir visionné un documentaire sur la polio, maladie dont est atteint son personnage qu’elle acceptera.
À la suite du départ de Baldwin, Alfred Molina est choisi pour le remplacer et Joel Grey est également annoncé.
En mars 2013, les acteurs Jim Parsons et Taylor Kitsch suivent.
Un mois après, les acteurs Jonathan Groff et Joe Mantello se joignent au groupe.

### Tournage
La production du téléfilm s'est déroulée du 4 février au 8 décembre 2013.
Tourné à New York en juin , il a du être arrêté le 15 juillet 2013, afin que Jonathan Groff puisse être avec sa meilleure amie Lea Michele, à la suite du décès de son petit ami, Cory Monteith, avec qui elle partageait l’affiche dans Glee.
Le tournage a également été suspendu pendant deux mois et demi, afin de permettre à Matt Bomer, l’interprète de Felix de perdre 15kg, pour mieux représenter à son personnage, atteint du SIDA. Bomer a admis que la perte de poids avait eu des conséquences sur sa santé, et qu'au moment où il a tourné sa dernière scène dans un lit d'hôpital, il était vraiment trop faible pour sortir du lit, entre les prises, sans assistance. Si affaibli physiquement par sa perte de poids, il devait se contenter de s'asseoir ou de s'allonger à un endroit entre les prises, car il lui fallait trop d'énergie pour bouger, et parfois même il avait besoin d'aide pour se lever.

## Réception

### Critique
Globalement, les avis concernant The Normal Heart se montrent positifs. « La collaboration entre Murphy et Kramer semblait naturelle dès son annonce, et nous avons maintenant la preuve de cette décision sensée - dans toute sa magnificence incendiaire et déchirante. », rédige Richard Knight de Windy City Times.
Joanne Ostrow, du Denver Post, trouve le film « Émouvant, bien joué et important pour une génération qui peut ne pas être familière avec le matériel source. Mais la version télévisée, également écrite par Kramer, n'a pas le poids émotionnel de la pièce. »
La direction de Murphy a reçu des critiques mitigées. Brian Lowry, de Variety, a critiqué la mise en scène de Murphy et le passage de l'histoire de la scène à l'écran : « Murphy étant Murphy, il ne peut pas résister à l'envie d'introduire des moments qui dérivent vers l'atmosphère d’American Horror Story, comme une séquence de métro où un éclairage dramatique entre et sort sur un visage couvert de lésions. La traduction de la scène à l'écran donne également des discours qui sont probablement mieux joués en direct, bien que le réalisateur ait pour la plupart ouvert le matériel gagnant du Tony à la forme cinématographique", bien qu'il ait particulièrement salué The Normal Heart comme "un drame axé sur les personnages, avec un talent théâtral et des valeurs qui auraient du mal à trouver beaucoup d'acheteurs au multiplex moderne. Le résultat est un film, pour le meilleur et parfois pour le pire, qui porte son cœur sur sa manche. » 

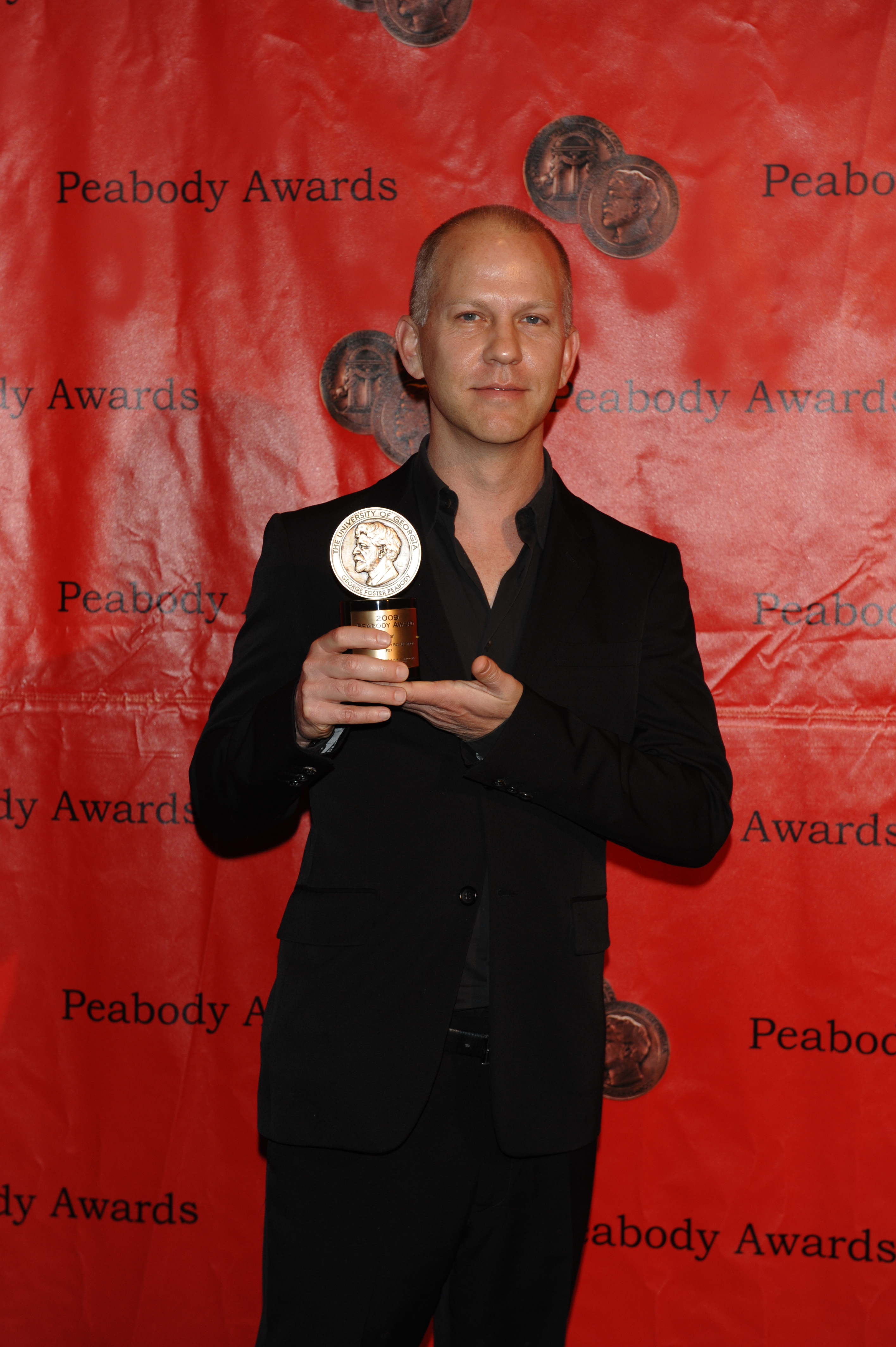
Le réalisateur Ryan Murphy en 2010.

David Hiltbrand, du Philadelphia Inquirer, ne se montre pas sensible au film. Il le décrit comme tel : « Surchargé et surmené, le cœur normal est une pilule difficile à avaler. La direction de Ryan Murphy (Glee) est perçante et staccato (et visuellement incohérente). Les moments de tendresse ne résonnent pas et les moments d'angoisse sont hystériques. »
Maureen Ryan, du Huffington Post, a également critiqué la mise en scène de Murphy, en écrivant :  « Mais si vous regardez le film, sachez que toutes les quelques minutes, vous pouvez souhaiter que quelqu'un - n'importe qui - autre que Murphy l'ait réalisé. Murphy est un réalisateur complaisant et pas particulièrement rigoureux ni discipliné. Il sert sa propre muse, pas nécessairement les besoins du matériau, et bien que ce soit un classique, la pièce de Kramer est également lourde et carrément maladroite à l’occasion. » 
Du côté des internautes, il rentre une critique globalement très positive. Sur IMDb, il obtient la note de 7.9/10. Sur d’autres forums, comme Allociné, The Normal Heart obtient la note de 4.3/5. Enfin, sur Rotten Tomatoes, il se voit consacrer la note de 94%, et 87% en ce qui concerne le score de l’audience.

### Distinctions[6]

#### Primetime Emmy Awards 2014
- Vainqueur Primetime Emmy - Meilleur film de télévision
- Vainqueur Primetime Emmy - Maquillage exceptionnel pour une mini-série ou un film (non prothétique)
- Nommé Primetime Emmy - Acteur principal exceptionnel dans une mini-série ou un film - Mark Ruffalo pour le rôle de Ned Weeks.
- Nommé Primetime Emmy - Acteur de soutien exceptionnel dans une mini-série ou un film - Joe Mantello pour le rôle de Mickey Marcus.
- Nommé Primetime Emmy - Acteur de soutien exceptionnel dans une mini-série ou un film - Jim Parsons pour le rôle de Tommy Boatwright.
- Nommé Primetime Emmy - Acteur de soutien exceptionnel dans une mini-série ou un film - Alfred Molina pour le rôle de Ben Weeks.
- Nommé Primetime Emmy - Acteur de soutien exceptionnel dans une mini-série ou un film - Matt Bomer pour le rôle de Felix Turner.
- Nommé Primetime Emmy - Actrice de soutien exceptionnel dans une mini-série ou un film - Julia Roberts pour le rôle du Dr. Emma Brookner.
- Nommé Primetime Emmy - Une réalisation exceptionnelle pour une mini-série, un film ou un drame - Ryan Murphy
- Nommé Primetime Emmy - Écriture exceptionnelle pour une mini-série, un film ou un drame - Larry Kramer
- Nommé Primetime Emmy - Cinématographie exceptionnelle pour une mini-série ou un film - Daniel Moder, Home Box Office (HBO)
- Nommé Primetime Emmy - Casting exceptionnel pour une mini-série ou un film - Amanda Mackey, Cathy Sandrich Gelfond, Home Box Office (HBO)
- Nommé Primetime Emmy - Montage exceptionnel d'une seule caméra pour une mini-série ou un film - Adam Penn, Home Box Office (HBO)
- Nommé Primetime Emmy - Costume exceptionnel pour une mini-série ou un film - Daniel Orlandi, Gail A. Fitzgibbons, Hartsell Taylor, Maria Tortu, Home Box Office (HBO)
- Nommé Primetime Emmy - Coiffure exceptionnelle pour une mini-série ou un film - Chris Clark, Joseph Whitmeyer, Valerie Gladstone-Appel, Fríða Aradóttir, Lyndell Quiyou, Home Box Office (HBO)
- Nommé Primetime Emmy - Maquillage prothétique exceptionnel pour une série, une mini-série, un film ou une émission spéciale - Eryn Krueger Mekash, Sherri Berman Laurence, Christien Tinsley, Mary Anne Spano, James Sarzotti, Nicky Pattison Illum, Home Box Office (HBO)

#### Critics Choice Television Awards 2014
- Vainqueur Critics' Choice TV Award - Meilleur film
- Vainqueur Critics' Choice TV Award - Meilleur acteur de soutien dans un film/mini-série - Matt Bomer
- Nommé Critics' Choice TV Award - Meilleur acteur dans un film/mini-série - Mark Ruffalo
- Nommé Critics' Choice TV Award - Meilleur acteur de soutien dans un film/mini-série - Joe Mantello
- Nommé Critics' Choice TV Award - Meilleur actrice de soutien dans un film/mini-série - Julia Roberts

#### Gold Derby Awards 2014
- Vainqueur Gold Derby TV Award - Téléfilm/Mini- Acteur de soutien - Matt Bomer
- Vainqueur Gold Derby TV Award - Téléfilm/Mini - Acteur principal - Mark Ruffalo
- Nommé Gold Derby TV Award - Téléfilm/Mini- Acteur de soutien - Joe Mantello
- Nommé Gold Derby TV Award - Téléfilm/Mini- Acteur de soutien - Jim Parsons
- Nommé Gold Derby TV Award - Téléfilm/Mini- Actrice de soutien - Julia Roberts
- Nommé Gold Derby TV Award - Film TV/Miniséries

#### Humanitas Prize 2014
- Vainqueur Humanitas Prize - Catégorie 90 Minutes  - Larry Kramer

#### Online Film & Television Association 2014
- Vainqueur OFTA Television Award - Meilleur film
- Vainqueur OFTA Television Award - Meilleur acteur dans un film ou une mini-série - Mark Ruffalo
- Vainqueur OFTA Television Award - Meilleur acteur de soutien dans un film ou une mini-série - Matt Bomer
- Vainqueur OFTA Television Award - Meilleur ensemble dans un film ou une mini-série
- Vainqueur OFTA Television Award - Meilleure réalisation d'un film ou d'une mini-série - Ryan Murphy
- Vainqueur OFTA Television Award - Meilleure écriture d'un film ou d'une mini-série - Larry Kramer
- Nommé OFTA Television Award - Meilleur acteur de soutien dans un film ou une mini-série - Taylor Kitsch
- Nommé OFTA Television Award - Meilleur acteur de soutien dans un film ou une mini-série - Joe Mantello
- Nommé OFTA Television Award - Meilleur acteur de soutien dans un film ou une mini-série - Alfred Molina
- Nommé OFTA Television Award - Meilleur acteur de soutien dans un film ou une mini-série - Jim Parsons
- Nommé OFTA Television Award - Meilleur actrice de soutien dans un film ou une mini-série - Julia Roberts
- Nommé OFTA Television Award - Meilleure musique dans une non-série - Cliff Martinez
- Nommé OFTA Television Award - Meilleur montage dans une non-série - Adam Penn
- Nommé OFTA Television Award - Meilleure cinématographie dans une non-série - Daniel Moder
- Nommé OFTA Television Award - Meilleur design de production dans une non-série - Shane Valentino, Stephanie Barkley, Anu Schwartz, Andrew Baseman, Amanda Carroll
- Nommé OFTA Television Award - Meilleure création de costume dans une non-série - Daniel Orlandi
- Nommé OFTA Television Award - Meilleur maquillage/coiffure d'un non-série - Fríða Aradóttir, Chris Clark, Eryn Krueger Mekash, Sherri Berman Laurence, Lyndell Quiyou, Carla White, Joseph Whitmeyer
- Nommé OFTA Television Award - Meilleur son dans une non-série - Doug Andham, Joe Earle, Gary Megregian

#### Satellite Awards 2014
- Vainqueur Satellite Award - Meilleur acteur dans une mini-série ou un film réalisé pour la télévision - Mark Ruffalo
- Nommé Satellite Award - Meilleur film réalisé pour la télévision
- Nommé Satellite Award - Meilleur acteur dans un rôle de soutien dans une série, une mini-série ou un film réalisé pour la télévision - Matt Bomer

#### Women's Image Network Awards 2014
- Nommée WIN Award - Actrice MFT Film / Mini-Série - Julia Roberts

#### Motion Picture Sound Editors, USA 2015
- Nommé Golden Reel Award - Meilleur montage sonore - Dialogue en long et ADR à la télévision - Gary Megregian, Jason Krane
- Nommé Golden Reel Award - Meilleur montage sonore - Effets sonores et effets sonores longs à la télévision - Gary Megregian, Timothy A. Cleveland, John Petaja, Scott Curtis, Alicia Stevenson, Dawn Lunsford, Paul J. Diller

#### Gracie Allen Awards 2015
- Vainqueur Gracie - ActrICE féminin exceptionnel dans un second rôle dramatique - Julia Roberts

#### Guild of Music Supervisors Awards 2015
- Vainqueur GMS Award - Meilleure supervision de la musique dans un film et une émission de télévision - P.J. Bloom

#### Hollywood Makeup Artist and Hair Stylist Guild Awards 2015
- Nommé Artisan - Meilleure période et/ou meilleure maquillage de personnage - Mini-série télévisée ou film réalisé pour la télévision - Eryn Krueger Mekash, Sherri Berman Laurence
- Nommé Artisan - Meilleure coiffure d'époque et/ou de caractère - Mini-série télévisée ou film réalisé pour la télévision - Chris Clark, Joseph Whitmeyer

#### TLA Gaybies 2015
- Nommé TLA Gaybie - Meilleur drame gay - Ryan Murphy
- Nommé TLA Gaybie - Meilleur directeur - Ryan Murphy

#### Writers Guild of America, USA 2015
- Nommé WGA Award (TV) - Meilleure adaptation - Larry Kramer basée sur sa pièce The Normal Heart

#### PGA Awards 2015
- Vainqueur Stanley Kramer Award - Jason Blum, Dante Di Loreto, Scott Ferguson, Dede Gardner, Alexis Martin Woodall, Ryan Murphy, Brad Pitt,
- Nommé PGA Award - Producteur de télévision de longue durée - Jason Blum, Dante Di Loreto, Scott Ferguson, Dede Gardner, Alexis Martin Woodall, Ryan Murphy, Brad Pitt, Mark Ruffalo

#### Directors Guild of America, USA 2015
- Nommé DGA Award - Réalisations exceptionnelles dans les films pour la télévision et les mini-séries - Ryan Murphy

#### GALECA: The Society of LGBTQ Entertainment Critics 2015
- Dorian Award - TV Drama of the Year
- Nommé Dorian Award - Directeur TV de l'année - Ryan Murphy
- Nommé Dorian Award - Performance TV de l'année - Acteur - Matt Bomer
- Nommé Dorian Award - Performance TV de l'année - Acteur - Mark Ruffalo

#### GLAAD Media Awards 2015
- Vainqueur GLAAD Media Award - Film ou mini-série télévisée exceptionnelle

#### Screen Actors Guild Awards 2015
- Vainqueur acteur - Performance exceptionnelle d'un acteur masculin dans un téléfilm ou une mini-série - Mark Ruffalo
- Nommé acteur - Performance exceptionnelle d'une actrice dans un téléfilm ou une mini-série - Julia Roberts

#### American Cinema Editors, USA 2015
- Vainqueur Eddie - Mini-séries ou films pour la télévision les mieux montés - Adam Penn

#### Casting Society of America, USA 2015
- Nommé Artios - Réalisations exceptionnelles en matière de casting - téléfilm ou mini-série - Amanda Mackey, Cathy Sandrich Gelfond, Susanne Schee

#### Cinema Audio Society, USA 2015
- Nommé C.A.S. Award - Réalisations exceptionnelles en matière de mixage sonore pour la télévision - Films et mini-séries - Drew Kunin, Joe Earle, Doug Andham, Beauxregard Neylen, Scott Curtis

#### CinEuphoria Awards 2015
- Vainqueur CinEuphoria - Meilleur acteur de soutien - Compétition Internationale - Matt Bomer
- Vainqueur CinEuphoria - Meilleur casting - Compétition Internationale - Matt Bomer, Jonathan Groff, Taylor Kitsch, Joe Mantello, Alfred Molina, Jim Parsons, Julia Roberts, Mark Ruffalo
- Vainqueur CinEuphoria - Meilleur réalisateur - Prix du public - Ryan Murphy
- Vainqueur CinEuphoria - Meilleur acteur de soutien - Prix du public  - Matt Bomer
- Vainqueur CinEuphoria - Top 10 de l'année - Prix du public - Ryan Murphy
- Vainqueur CinEuphoria - Liberté d'expression - Prix d'honneur - Ryan Murphy

#### Costume Designers Guild Awards 2015
- Nommé CDG Award - Meilleure réalisation pour un téléfilm ou une mini-série - Daniel Orlandi

#### Golden globes, USA 2015
- Vainqueur du Golden Globe - Meilleure performance d'un acteur dans un rôle de soutien dans une série, une mini-série ou un film réalisé pour la télévision - Matt Bomer
- Nommé Golden Globe - Meilleure performance d'un acteur dans une mini-série ou un film réalisé pour la télévision - Mark Ruffalo
- Nommé Golden Globe - Meilleure mini-série ou meilleur film réalisé pour la télévision

#### Gold Derby Awards 2019
- Vainqueur Gold Derby TV Award - Téléfilm de la décennie
- Nommé Gold Derby TV Award - Téléfilm/Mini acteur de soutien de la décennie - Matt Bomer

### Box office
Ce sont près de 1.4 millions de téléspectateurs qui ont visionné le film durant sa première diffusion sur HBO, le 25 mai 2014. La première diffusion, à 21 heures, a attiré un peu moins d'un million de téléspectateurs et en a ajouté 434 000 plus tard dans la soirée.
Bien qu’il n’ait pas été diffusé dans les cinémas, le film a accumulé un total de 1,306,899$ américains de recette lors des estimations totales des ventes de vidéo sur le marché intérieur : 1,022,131$ proviennent de la vente des DVD, et 284,768$ de la vente de Blu-ray.

## Histoire vraie
En grande partie biographique, la pièce The Normal Heart de Larry Kramer, jouée pour la première fois en 1985, a inspiré le film homonyme.
Tous deux racontent sa propre histoire pendant les trois premières années de la crise du SIDA, de son activisme agressif à la fondation de la Gay Men's Health Crisis en 1982, en passant par les nombreux décès auxquels il a été confronté.
Après la plupart des représentations de la reprise de The Normal Heart en 2011, Larry Kramer a personnellement distribué un prospectus dramaturgique détaillant certaines des histoires réelles qui se cachent derrière les personnages de la pièce. Il demande aux spectateurs de prendre en considération que tous les événements énumérés dans la pièce sont inspirés de faits réels.
Kramer y décrit que le personnage de « Bruce » était basé sur Paul Popham, le président de la GMHC de 1981 à 1985 ; « Tommy » était basé sur Rodger McFarlane, qui était le directeur exécutif de la GMHC et un membre fondateur d'ACT UP et de Broadway Cares ; et « Emma » était modelée sur le Dr Linda Laubenstein, qui a traité certains des premiers cas new-yorkais de ce qui est devenu plus tard le SIDA.Comme « Ned », Kramer a lui-même contribué à la création de plusieurs groupes de lutte contre le SIDA, dont Gay Men's Health Crisis (GMHC) et AIDS Coalition to Unleash Power (ACT UP), et a même eu un conflit personnel avec son frère avocat, Arthur.
Il a été suggéré (mais pas par Kramer lui-même) que le modèle de « Felix » était John Duka, un journaliste du New York Times qui est mort de complications liées au SIDA en 1989.
Il est donc possible de trouver une personne réelle équivalente à presque tous les personnages que Kramer a mentionné dans sa pièce, et donc dans le film.
- Ned Weeks (Mark Ruffalo) = Larry Kramer
- Ben Weeks (Alfred Molina) = Arthur Kramer
- Dr. Emma Brookner (Julia Roberts) = Dr. Linda Laubenstein
- Bruce Niles (Taylor Kitsch) = Paul Popham
- Tommy Boatwright (Jim Parsons) = Rodger McFarlane
- Mickey Marcus (Joe Mantello) = Lawrence Mass
- Morton (Sean Meehan) = Nathan Fain
- Dick Lombardo (Armand Schultz) = Richard C. Failla
- Hiram Keebler (Denis O’Hare) = Herb Rickman
- John Bruno (Corey Stoll) = Gary Bauer

Et si « le combat que Kramer et d'autres ont commencé dans les années 1980 fait toujours rage aujourd'hui, et il continue d'avoir des implications importantes pour la culture et la santé des hommes homosexuels et bisexuels. Même trente ans plus tard, The Normal Heart peut encore être l'appel à l'action que Kramer a toujours voulu qu'il soit. », écrit Zack Ford en 2014.

## Analyse

### Description de la maladie

#### Représentation du SIDA
À l’instar de la volonté du gouvernement de ne pas représenter la communauté homosexuelle, il existe, tout au long du film, une véritable volonté de ne pas représenter la maladie, considéré comme sujet tabou.
Le virus, encore inconnu, et donc pas baptisé est véritablement occulté par toute la population américaine ; tout le monde sait qu’il existe, et qu’il sévit, mais personne ne s’en préoccupe, en dehors des communautés concernées.

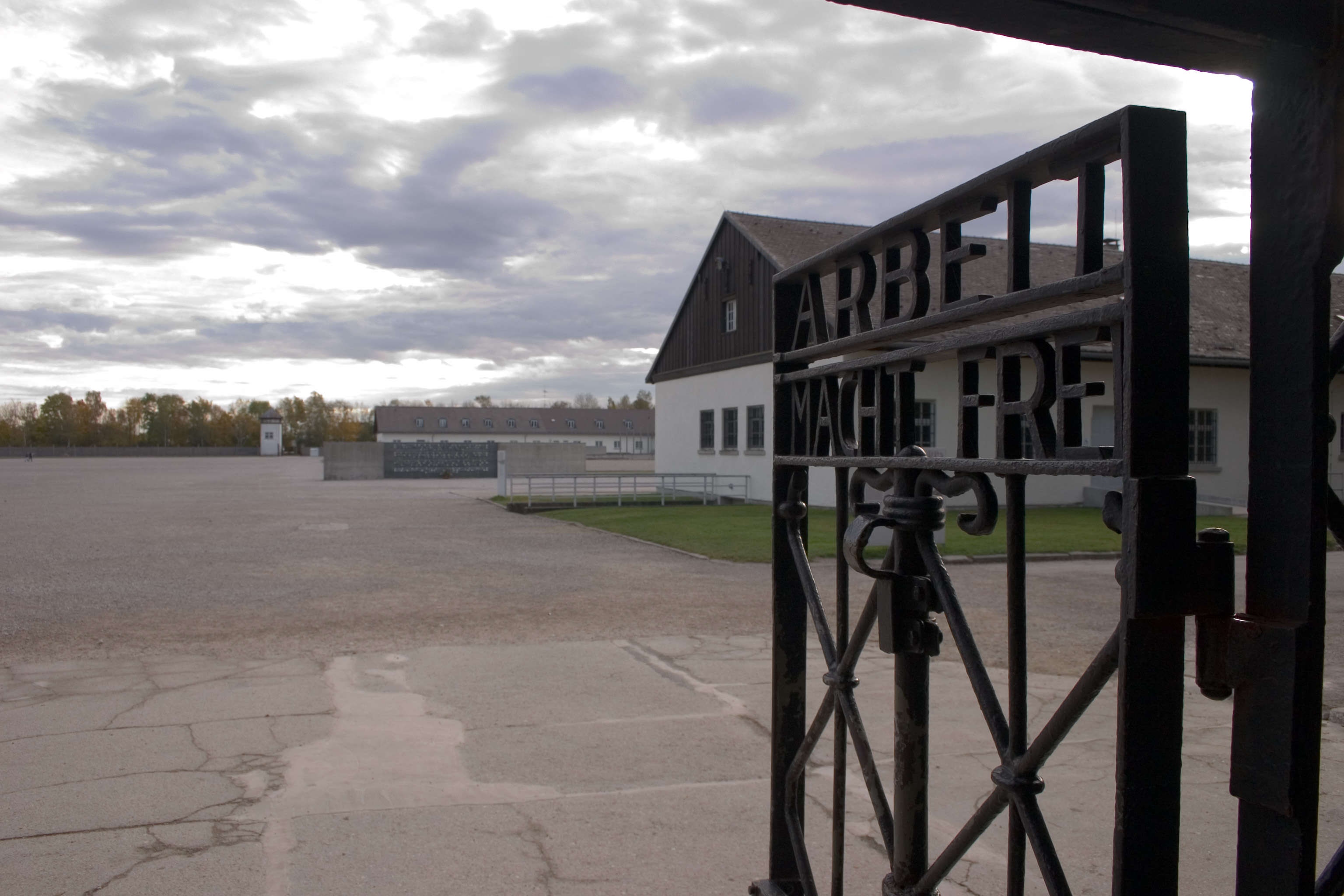
Camp de concentration de Dachau, en Allemagne.

Les médias eux-mêmes ne semblent pas vouloir s’exprimer à ce sujet ; aucun journal, aucun journaliste ne veut risquer sa place. Félix, journaliste au New York Times et homosexuel qui ne semble pas avoir fait son coming-out refuse dans un premier temps d’accéder à la requête de Ned. Non, il n’écrira pas d’article dessus. Avant la création de la GMHC, les homosexuels n’avaient donc aucun moyen d’être informés sur la situation.
Représentée comme une maladie sale, elle est caractérisée tout au long du film par des mots forts, tels que survie, extermination, fléau, reflétant le champ lexical de la bataille, mais aussi de la mort. L'utilisation de ce lexique coule de source, puisque l'auteur de la pièce, Larry Kramer aurait tenu son inspiration d'une visite du camp de concentration de Dachau, en Allemagne. « Comme beaucoup d'hommes juifs de sa génération, il a été touché par l'Holocauste et pense avoir été témoin d'un Holocauste contre les homosexuels. Profondément ému, Kramer s'installe à Londres, où il écrit en six semaines la première ébauche de ce qui deviendra "The Normal Heart". » L’issue du film semble alors prévisible, à l’inverse de la maladie, puisqu’« être atteint, c’est être déjà mort », écrit Mymy, sur mademoizelle.com.
Dans une entrevue, le journaliste et critique cinématographique Didier Roth-Bettoni explique que « De manière assez paradoxale, il a fallu attendre les périodes extrêmement récentes pour que le cinéma – à partir de Dallas Buyers Club, de The Normal Heart… – réinvestisse la période des débuts de la maladie, qu’il lui donne une visibilité physique. »
« La perte de poids est l'un des premiers signes de l'infection par le VIH, et la maigreur était extrêmement fréquente à mesure que la maladie progressait. La transformation physique de Matt Bomer dans le film est une vision très réaliste de ce qui est arrivé à de nombreux hommes homosexuels qui ont lutté contre la maladie. », explique Andrew E. Larsen, sur son blog An Historian Goes to the Movies ~ Exploring history on the screen.
La maladie invisible, brutale, meurtrière est en effet représentée de façon alarmiste ; les symptômes allant des nombreuses tâches, aux hallucinations, des visages décharnés, comme ceux du couple enlacé dans le lit d’hôpital, à l’incontinence fécale de Félix sont durs à encaisser.

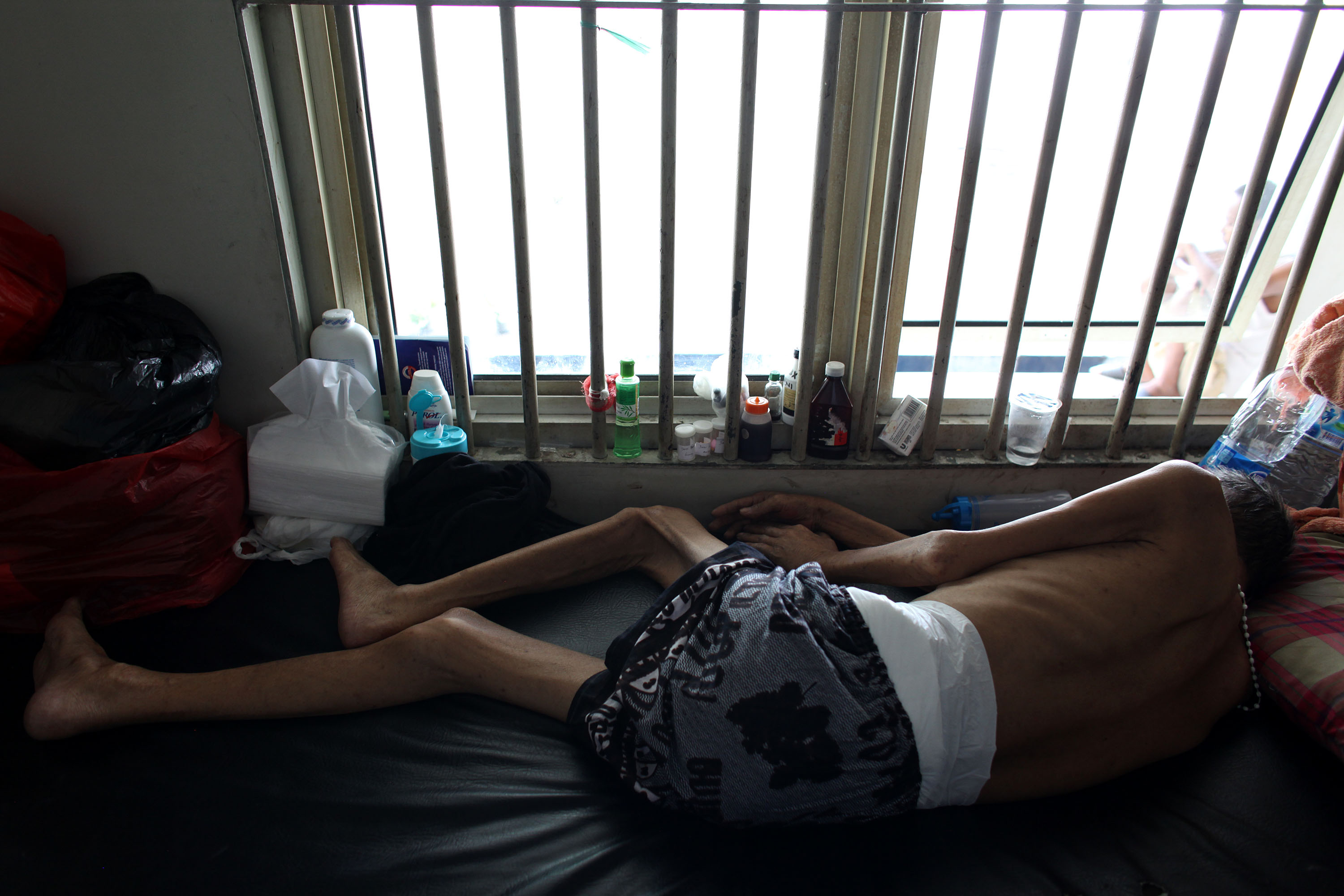
Personne atteinte du sida, dont les symptômes sont, entre autres, la maigreur extrême.

Comme de nombreuses épidémies auparavant, c’est une véritable psychose qui s’installe au sein de la communauté, et même, de la population en général. Dégoûtés par le virus, certains membres du personnel de l’hôpital refusent de nourrir les patients, de réparer la télévision en panne, voire de les admettre aux services d’urgence. Albert sera d’abord discriminé par un pilote, refusant de faire bouger l’avion tant que le malade se trouve dans l’appareil. Après un changement de pilote, l’avion décollera sans incident. Mais durant le vol Albert est pris de crises de démence, récoltant des regards horrifiés par les autres passagers. Félix subira les mêmes regards dégoûtés lorsqu’il prendra le métro.
Albert, quant à lui, décèdera avant même d’arriver à l’hôpital ; mais il ne trouvera pas la tranquillité dans la mort, puisque les médecins légistes refuseront de prendre son corps en charge à la morgue, et donc d’indiquer une cause de décès. Or, ce justificatif est considéré comme obligatoire pour l’organisation d’obsèques.
Bruce pourra cependant récupérer le corps de son bien-aimé, enroulé dans un vulgaire sac poubelle, et le fera incinérer.

#### Évolution
C’est sur des images de gaieté que débute le film, et avec lui ce qui deviendra au fil des mois, des années, une véritable pandémie, qui sévit toujours de nos jours. De 41 cas au tout début de la maladie en 1981, à 24 559 décès à la fin de l’année 1986.
The Normal Heart aborde l’apparition, l’incompréhension et surtout, le manque de réactivité entourant le virus du VIH au début des années 1980. Venant d’entrer dans une période de libération sexuelle, après avoir longuement bataillé, notamment grâce à des mouvements comme Gay and Lesbian ou encore Gay Liberation Front à New York  pour faire connaitre ses droits la communauté homosexuelle américaine n’a qu’un seul objectif : profiter de cette liberté si durement acquise. En témoignent l’introduction du film, à Fire Island.
La gravité et l’urgence de la situation apparaissent via la transition entre ces scènes de bonheur, et le cabinet médical d’Emma Brookner.
C’est cette dernière qui lancera le premier cri d’alerte, alors qu’elle enchaîne les consultations, et semble incapable de poser un diagnostic, ne reconnaissant pas la maladie qui semble sévir chez de plus en plus de ses patients. Mais dès le premier quart d’heure s’enchaînent ainsi l’exposition des symptômes et le premier décès. La docteur livrera d’ailleurs une lutte sans merci à ce virus, une première solution, temporaire, est alors proposée par la médecin: l’abstinence. Mais c’est « hors de question pour ses membres de tenter l’abstinence pour une drôle de maladie inconnue. », eux qui se sont battus à la suite d'une longue lutte, et qu’y n’ont que le plaisir comme objectif.

Mickey le résumera d’ailleurs: s’abstenir, c’est « renoncer à l’amour propre qu’on a mis énormément de temps à conquérir ». 

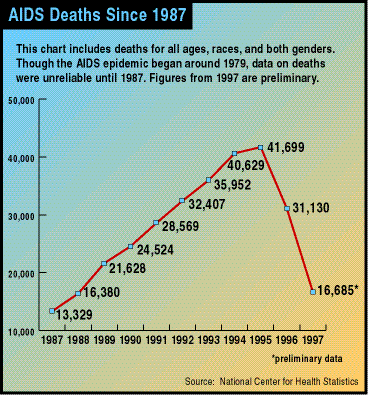
Graphique du nombre de décès liés au VIH aux États-Unis en 10 ans.

Alors que les premières années semblent être consacrées à la découverte de la maladie, à l’étude de ses symptômes et au constat alarmant lié au taux de mortalité, 1982 marque le temps des changements et de la révolte, notamment avec la création de la création de la Gay Men Health Crisis (GMHC).
À partir de cette année, The Normal Heart traite de la progression, ou plutôt l’inertie des recherches scientifiques, toujours via le personnage d’Emma. Cette dernière apprend que la maladie frappe aussi d’autres grandes métropoles américaines, telles que Los Angeles, Denver, ou encore Chicago, et est également présente sur d’autres continents, comme l’Europe ou l’Afrique. Le SIDA gagne donc le statut de pandémie , et semble ne pas toucher uniquement la communauté gay américaine, mais « également des hétérosexuels ou des transfusés. »
Tout au long du film, la maladie, et les recherches qu’elle engendre, passe du stade de parfaite inconnue, à celui d’une épidémie connue mais dont la source n’est pas identifiée. Enfin, le film se termine avec la source identifiée, mais aucun traitement efficace.
Les intertitres faisant office de conclusion au film ne dressent cependant qu’une triste constatation, celle que le gouvernement américain mettra 4 ans à reconnaître l’existence de l’épidémie et à en faire une de ses priorités, laissant de trop nombreux patients mourir, à l’instar de Félix ou d’Albert. Mais Emma ne perdra pas espoir, et continuera de se battre puisque « La polio aussi était un virus, plus personne n’attrape la polio ».

### Organisation de la lutte

#### Dénonciation d'une inaction
The Normal Heart milite fermement et dénonce l’inactivité du gouvernement et des politiciens américains, que ce soit le maire de New York, le conseiller du président, ou le président lui-même, leur manque de mobilisation par rapport à la maladie, et la minimisation de la réalité liée à la maladie du fait qu’elle frappe une population homosexuelle impopulaire.
Joanne Ostrow parlera même, à juste titre, de discrimination perpétuée à l’égard de la communauté dans cette crise du VIH-SIDA. Dans le film, Tommy déclarera que « Nous sommes en train de perdre toute une génération ». dans la plus grande des indifférences.
Mary McNamara explique que « personne, en dehors des autres homosexuels - de plus en plus terrifiés - ne semblait s'en soucier. » Et Ned confirmera cela, en accusant le gouvernement d’ignorer intentionnellement la maladie, et utilisera le terme de conspiration « visant à voir mourir les homosexuels » pour justifier cette inaction, explique Eric Sasson dans sa critique parue dans New Republic.
Et lorsqu’une figure politique se décide à soutenir la cause, c’est de façon dérisoire, par exemple avec le maire de New York, qui offre une somme minime au GMHC en soutien à la recherche.
Le gouvernement américain refusera, quant à lui, de collaborer avec les autres pays, ou d’allouer des fonds pour combattre la maladie et débuter les recherches.
Le Dr Emma Brookner lancera un poignant appel à l’aide pour demander un financement de la recherche sur le SIDA. Mais c’est face à une salle quasiment vide qu’elle se retrouvera découragée, ses efforts et son travail réduit à néant par un comité totalement désintéressé de ses propos.
Le film soulève ainsi la question de la distinction faite entre les communautés hétérosexuelle et homosexuelle à une époque où la première peine encore à se faire reconnaître et accepter. Tommy le résumera bien, ils vivent dans une « société qui préfère laisser des hommes crever plutôt que d’accepter leur sexualité. »

#### Création de la GMHC
En réponse à l’inaction du gouvernement et de la communauté scientifique, Ned Weeks décide de passer à l’action. Celui qui voit ses amis, et son amant, dépérir et mourir fonde le GMHC, le Gay Men’s Health Crisis pour sensibiliser le public et récolter des fonds afin de lutter contre ce qu’on appelle encore le « gay cancer ».
Le centre de crise, qui réunit Weeks et plusieurs de ses compatriotes, comme Bruce ou Mickey, met en place une ligne téléphonique, prodiguant des conseils sur la manière de gérer la maladie.
Les membres du comité apparaissent épuisés, désespérés, comme le prouve le personnage de Mickey, proche du burn-out.
Le comité subit également les multiples assauts de la population conservatrice, fermement opposée aux homosexuels ; ces derniers les attendent avec des pancartes devant les bureaux du comité, vociférant des injures.
Dépassés par le nombre d’appels, le comité se voit obligé de déménager, et de recruter bénévolement tous ceux prêts à défendre la cause. C’est notamment le cas d’Estelle, qui vient de perdre son meilleur ami. Cette entraide prouve qu’il existait ainsi une forte solidarité au sein d’une communauté délaissée par tous, face à une maladie qui semble isoler les personnes de leur proche, mais aussi du reste de la population américaine. Tout comme Albert, Craig et tant d'autres, les jeunes meurent loin de leurs familles. C'est grâce à des organisations comme la GMHC que la maladie s'est fait connaître, et que des fonds ont pu être débloqués afin de financer les recherches scientifiques pour en trouver un remède.

## Controverse
À la suite de sa diffusion sur HBO, The Normal Heart a largement été critiqué pour son casting, jugé trop monochrome. En effet, le film ne représente que des personnages blancs aisés, catholiques et/ou juifs.
Même si 59% des cas étaient blancs, 26 % étaient noirs et 14 % étaient hispaniques. Les femmes représentaient quant à elles 7 % des cas.
Mais « ce ne sont pas là les visages de la communauté gay que nous voyons à la télévision, qui se compose en grande majorité de blancs, de citadins, de riches et le plus souvent d’hommes.»
Il existe donc un réel manque de diversité et de représentation au sein du film, qui a posé un problème. Or, la maladie ne choisit pas ses victimes, et frappe sans distinction.
Mais certains médias n’ont pas hésité à prendre la défense du film, rappelant que dans les faits, les fondateurs du GMHC étaient en effet tous des hommes blancs.

## Films semblables
Le SIDA est une maladie qui a été le sujet de nombreux films depuis son apparition en 1981.
Philadelphia, réalisé par Jonathan Demme en 1994 est considéré comme la première production hollywoodienne sur le sujet. Inspiré de faits réels, il suit la similaire histoire d’« Andrew Beckett, brillant avocat, est appelé à une carrière fulgurante. Adulé par son milieu, rien ne semble pouvoir ralentir son ascension. Mais, le jour où ses associés apprennent qu'Andrew est atteint du SIDA, ils n'hésitent pas à prétexter une faute professionnelle pour justifier son renvoi. Andrew décide de ne pas se laisser faire et attaque le cabinet pour licenciement abusif.
La série suédoise Snö, sortie en 2012, suit la romance partagée par Rasmus et Benjamin. Découpée en 3 épisodes, elle se déroule dans la capitale Stockholm, au début des années 1980. Les 2 derniers épisodes de la série, intitulés La Maladie et La Mort, abordent l’annonce de la séropositivité de Rasmus, puis les premiers symptômes de la maladie, pour enfin s’achever sur le décès de ce dernier.
La mini-série américaine Angels in America, également produite par HBO et inspiré d'un livre éponyme suit, quant à elle, six protagonistes aux destins entremêlés, dont Prior Walter, un homosexuel vivant avec le SIDA qui reçoit la visite d'un ange.
Il est possible de citer une pléthore d’autres longs-métrages comme Théo & Hugo dans le même bateau, Dallas Buyers Club, ou encore Les témoins.
De nombreux films abordent également, à la façon de The Normal Heart, l’organisation de la lutte autour de la maladie ; c’est le cas de 120 battements par minute, produit par Robin Campillo en 2017, qui suit l’histoire de Nathan, et à travers lui, d'Act Up-Paris.
Enfin, il convient de rappeler que le SIDA ne touche pas seulement la communauté LGBTQI+, le virus se transmettant de diverses façons. Jeanne et le garçon formidable, réalisé par Olivier Ducastel, et Jacques Martineau, narre l’histoire de Jeanne, réceptionniste dans une agence de voyages. Lorsqu’elle rencontre enfin l’homme de sa vie, ce dernier, Olivier, lui annonce qu'il est atteint du SIDA.